# Schlossberg (Lemberg)
Pour les articles homonymes, voir Schlossberg.
Le Schlossberg est une colline située dans le Nord de la commune de Lemberg, dans le département de la Moselle. Il culmine à 400 mètres et fait partie du massif des Vosges du Nord.
On parle parfois de « deux » Schlossberg, pour désigner le Schlossberg à proprement parler et la colline directement à l'est de celui-ci, qui culmine à 416 mètres,.

## Histoire
Lemberg témoigne d'une présence humaine depuis la Préhistoire. On retrouve en effet au Kirscheidt et au Schlossberg plusieurs vestiges tels que des pierres polies et des polissoirs datant du néolithique.
Sur ce même Schlossberg, au nord du village, s'élevait le premier château de Bitche, alias Alt-Bitsch ou Bitche-le-Vieux, mentionné sous la forme Bytis castrum en 1172 et qui donnera son nom à la seigneurie puis à la ville de Bitche. Le comte Eberhard de Deux-Ponts, décédé en 1321, crée, dit-on, le second château de Bitche sur le rocher actuel de la ville de Bitche.

## Lieux-dits
- Col des deux Schlossberg, col entre les « deux » Schlossberg qui culmine à 365 mètres[5].
- Schlossthal, « vallée du château », la vallée directement au sud des deux Schlossberg.
- Schlossthalerberg, « mont de la vallée du château », la colline en face du Schlossberg au sud[6].
- Schlossweiher, l'« étang du château », l'étang le plus à l'est dans la vallée du Schlossthal[3].
- la source Saint-Hubert, un rocher et une fontaine au pied du Schlossberg.